# Stipan Krunoslav Grgić
Stipan Krunoslav Grgić (Bajaszentistván, 1836. - 1914.) bunyevác költő, író.
Szerkesztője volt a Nevennek, a Danicának.

## Külső hivatkozások
- Bunyevác prózai antológia[halott link]
- Bunyevác verses antológia Archiválva 2008. április 17-i dátummal a Wayback Machine-ben
- Oktatási és Kulturális Minisztérium Archiválva 2010. június 1-i dátummal a Wayback Machine-ben